# St. Jean Baptiste
Pour les articles homonymes, voir Saint-Jean-Baptiste.
St. Jean Baptiste est une communauté rurale située dans le Manitoba au Canada. 
Saint Jean Baptiste fut fondé en 1870 par des familles métis venues du village de Saint-Norbert.
Le village s'appela d'abord "Mission Rivière-aux-Prunes" car il était établi le long de la Rivière-aux-Prunes. Par la suite, d'autres familles arrivèrent, notamment du Québec. L'évêque Alexandre Taché baptisa la communauté villageoise Saint-Jean-Baptiste le Saint patron des Canadiens-français.
St. Jean Baptiste est célèbre dans tout le Canada pour sa soupe aux pois.
St. Jean Baptiste possède un théâtre, le Théâtre Montcalm, qui présente chaque année des pièces en langue française.

## Démographie
| 2011 | 2016 |
| ---- | ---- |
| 552  | 563  |